# Dennis Crosby
Dennis Michael Crosby (ur. 13 lipca 1934 w Los Angeles, zm. 4 maja 1991 w Novato) – amerykański piosenkarz i okazjonalny aktor, syn piosenkarza i aktora Binga Crosby'ego i jego pierwszej żony Dixie Lee oraz brat bliźniak Phillipa Crosby'ego.

## Życiorys
Dennis Crosby uczęszczał do Bellarmine College Preparatory w San Jose (Kalifornia), gdzie ukończył studia w 1952 roku, a następnie zapisał się na Uniwersytet Stanowy w Pullman (Waszyngton) na kurs hodowli zwierząt ze swoim bratem bliźniakiem. Po dwóch latach zrezygnował z kursu.
Pod koniec lat 50 XX wieku Dennis i jego bracia, Lindsay i Phillip, często występowali jako The Crosby Boys w klubach nocnych, choć Dennis podobno chciał unikać takich występów.
Zmarł 4 maja 1991 roku w Novato w Kalifornii w wyniku samobójstwa w wieku 56 lat. Został pochowany na Holy Cross Cemetery w Culver City.

## Najbliższa rodzina
- Bing Crosby (ojciec)
- Dixie Lee (matka)
- Denise Crosby (córka)
- Gary Crosby (brat)
- Phillip Crosby (brat bliźniak)
- Lindsay Crosby (brat)
- Kathryn Grant Crosby (macocha)
- Harry Crosby (przyrodni brat)
- Mary Crosby (przyrodnia siostra)
- Nathaniel Crosby (przyrodni brat)
- Larry Crosby (wujek)
- Bob Crosby (wujek)

## Dyskografia
- 1950: A Crosby Christmas (EP) – z Garym Crosbym, Phillipem Crosbym, Lindsay’em Crosbym oraz Bingiem Crosbym

The Crosby Boys
- 1960: The Crosby Brothers – Dennis – Philip – Lindsay Crosby
- 2000: Presenting the Crosby Brothers